# Abraham Heidanus

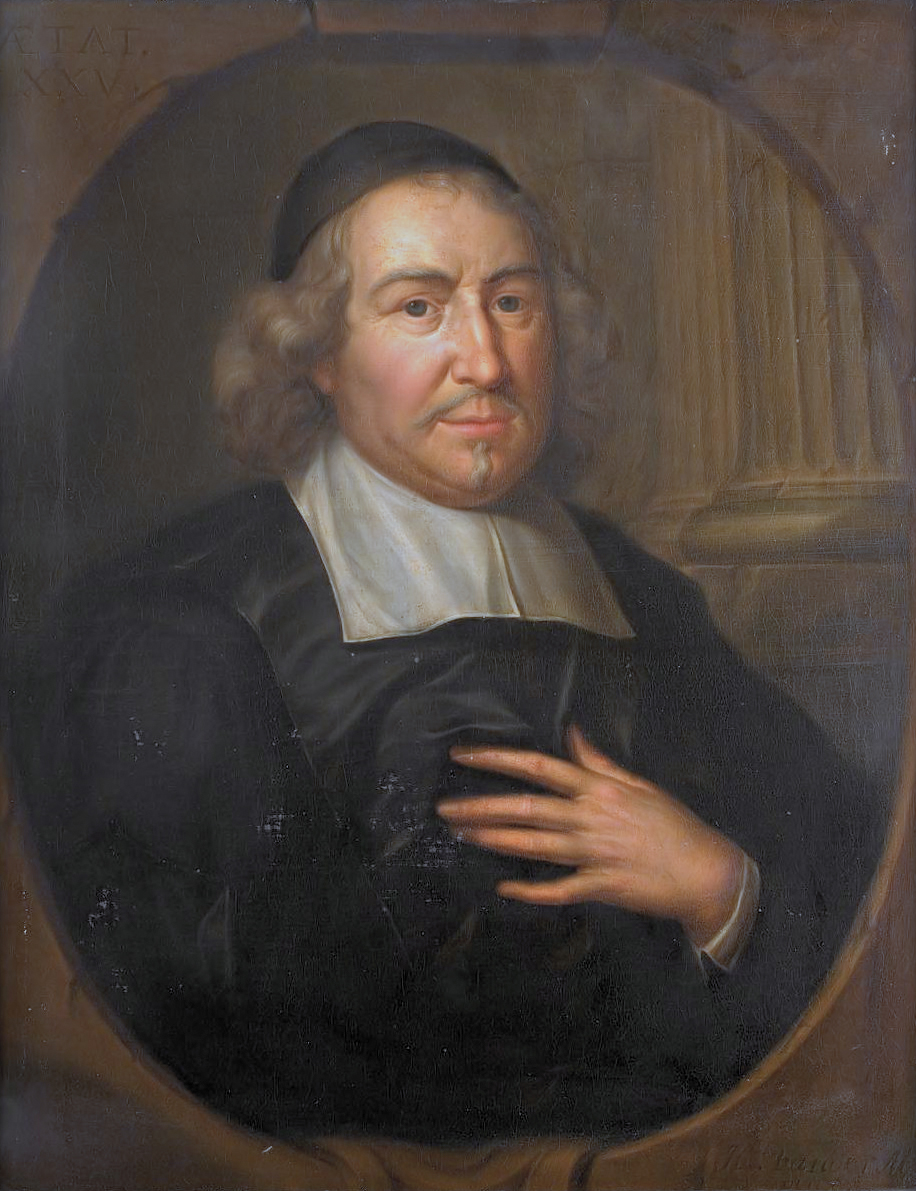
Abraham Heidanus

Abraham Heidanus (auch: Heydanus, van der Heyden; * 10. August 1597 in Frankenthal (Pfalz); † 15. Oktober 1678 in Leiden) war ein deutscher reformierter Theologe.

## Leben
Der Sohn des damaligen Pfarrers Caspar van der Heyden (* 1566 in Frankenthal (Pfalz); † 14. Januar 1626 in Amsterdam) und dessen Frau Clara van den Borne (* 29. November 1570; † 1. März 1633) stammte aus einer reformierten Pfarrersfamilie, welche in Mechelen ihre Wurzeln hatte. Sein Großvater, der ebenfalls Caspar (* 1530 in Mechelen; † 7. Mai 1586 in Bacharach) hieß, kam nach Oberdeutschland und hatte hier bereits den Pfarrberuf in Frankenthal ausgeübt. Seine ersten Lebensjahre wuchs Heidanus im Umfeld seiner Geburtsstadt auf, wo ihn die ersten Eindrücke seines Lebens prägten. 1608 nahm sein Vater eine neue Stellung als Pfarrer in Amsterdam an, wohin ihm die ganze Familie folgte. Hier besuchte Heidanus die Schule bei Mattheus Sladus (1569-±1628), der ihm weitere zahlreiche Anregungen im Lernstoff vermittelt haben dürfte. 1617 bezog Heidanus die Universität Leiden, wo er unter dem Einfluss von Daniel Colonius stand. Durch ihn dürfte er auch die Hintergründe des Streites zwischen den Vertretern des Jacobus Arminius und den Kontraremonstranten erfahren haben.
1618 wurde Heidanus Kandidat der Wallonischen Kirche, wozu er sich bei niederdeutschen Gemeinden im Predigten übte. Im Folgejahr unternahm Heidanus eine Bildungsreise, welche ihn 1619 an die Universität Heidelberg führte. 1620 setzte er seine Bildungsreise an die Universität Basel und die Universität Genf fort. Danach bereiste er auch Frankreich und England. Hier lernte er den Pfarrer von Charenton Jean Daillé (1594–1670) kennen, der ihm eine analytische Predigerweise vermittelte und ihn mit der Philosophie des Petrus Ramus vertrauter machte. Zurückgekehrt in seine niederländische Heimat erhielt er 1623 eine Pfarrstelle bei der reformierten Gemeinde in Naarden, wozu er zuvor sein theologisches Examen absolvierte. Vier Jahre später berief man ihn am 19. April 1627 in ein Predigtamt in Leiden, welches er am 11. Juni 1627 antrat. Hier trat er als außerordentlicher Kanzelredner in Erscheinung, der sich gegenüber den verfeindeten Parteien der Remonstranten und Kontraremonstranten zurückhaltend friedlich gab.
Da Heidanus weder der einen noch der anderen Seite Zugeständnisse machte, unterstellte man ihm Heterodoxie. Heidanus reagierte hierauf mit dem 1641 in Leiden erschienenen Buch Proeve en wederlegginghe des Remonstrantschen Catechismi. Nachdem er sein zweites Werk De causa Die, das is de sake Godts verdedigtht tegen den mensche (Leiden 1645) herausgebracht hatte, berief man ihn zum Professor der Theologie an die Universität Harderwijk. Nun mehrten sich die Stimmen im remonstrantischen Lager, er hätte diese Schriften nur verfasst, um eine theologische Professur zu erlangen. Möglicherweise auch aus diesem Grund lehnte Heidanus die Berufung ab. Nachdem sich auch die Universität Heidelberg um Heidanus bemüht hatte, beschlossen die Kuratoren der Leidener Hochschule, ihn als Nachfolger von Constantinus L’Empereur van Oppyck am 13. September 1648 zum Professor der Theologie zu berufen.
Die ihm übertragene Aufgabe trat er am 19. Oktober 1648 mit der Rede de singularibus scripturae an. Zu seiner Zeit beruhten die Grundlagen der reformierten Theologie auf der Philosophie des Aristoteles, der Confessio, dem Katechismus und den Beschlüssen der Dordrechter Synode als maßgebend für System der reformierten Theologie der Niederlande. Alles, was nur den Anschein hatte gegen die reformierte Prädestinationslehre zu stehen, wurde von den orthodoxen Vertretern der reformierten Theologie bekämpft. Nachdem 1642 René Descartes seine Meditationes de prima philosophia veröffentlicht hatte, trat dieser Fall ein, besonders in der Person von Gisbert Voetius. Heidanus hingegen stand den neuen philosophischen Ideen offener gegenüber. Als sich in den Reihen der reformierten Theologen immer deutlicher abzeichnete, dass die Leidener Theologen, darunter Johannes Coccejus, sich toleranter gegenüber den neuen Ideen zeigten, begann man auch sie anzugreifen.
Mit einem anderen neuen Amtskollegen, Johannes Hoornbeek, führte Heidanus eine Auseinandersetzung über die Art des Sabbats. Es ging dabei um die Frage, ob der Sabbat im Paradies eingesetzt worden ist und ob das Gebot nicht zu arbeiten, zum foedus operum („Bund der Werke“) oder zum foedus gratiae („Bund der Gnade“) gehöre. Dabei vertrat er die Meinung, dass der Dekalog zum foedus gratiae und das Gebot der Sabbatsheiligung daher zum Zeremonialgesetz gehöre, welches bei der Ankunft Christi abgeschafft worden war. Zu diesem Zweck ließ er zwei Schriften erscheinen. Die erste Disputationes de Sabbato et Dominica (Amsterdam 1658), welche auch in die niederländische Sprache übersetzt wurde, sowie Consideratiën over de heyling van den Sabbat ende den dagh des Heeren tot vrede de Kercken (Leiden 1659). Dem Streit wurde auf staatlichen Beschluss vom 7. August 1659 hin ein Ende gemacht und beide Professoren dazu verpflichtet, über diese Sache nicht mehr zu schreiben.
Als Vertreter der Leidener Hochschule war er vom 5. bis 15. Juli 1669 auf der Provinzialsynode in Gorinchem und am 7. Juli 1673 hielt er die Eröffnungsansprache auf der Landessynode von Dordrecht. Zudem beteiligte er sich an den organisatorischen Aufgaben der Leidener Hochschule und war in den Jahren 1654/55, 1662/63 und 1671/72 Rektor der Alma Mater. Aus seiner letzten Rektoratsamtszeit ist die am 8. Februar 1672 gehaltene Rede de componenda inter dissidentes christianos aliquali pace et concordia überliefert. In der Zwischenzeit hatten die Auseinandersetzung um die Philosophie von Descartes in den Niederlanden immer größere Ausmaße angenommen. Mehrmals hatte man versucht, die Auseinandersetzung im Sinne der niederländischen Orthodoxie zu klären. Einerseits hatten die Kuratoren der Leidener Hochschule entsprechende Beschlüsse gefasst und anderseits erfolgte am 6. Oktober 1656 eine Resolution der Staaten von Holland. Die Kuratoren fingen nun an, die neuen Ideen abermals zu beseitigen und wollten alles, was Ketzerei betraf, aus der Hochschule entfernen. Hierzu erhielten Friedrich Spanheim der Jüngere und Antonius Hulsius die Aufgabe, einige Sätze zu sammeln, welche am anstößigsten waren. Aus diesen fertigten sie mit den Bürgermeistern am 7. Januar 1675 ein Dekret, welches 23 Sätze enthielt, die im Widerspruch zu den Bekenntnisschriften der reformierten niederländischen Kirche stehen sollten.
Diese wurden verboten und angewiesen, sie nicht an der Universität zu behandeln. Heidanus empfand dies als Einschränkung seiner Lehrfreiheit und veröffentlichte hierzu die Abhandlung Consideratiën over eenige sacken onlanghs voorgevallen in de Universiteijt binnen Leyden (Leiden 1676). Dieses Werk erregte solches Aufsehen, dass innerhalb von zehn Tagen eine zweite Auflage herausgegeben werden musste. Noch im selben Jahr erfolgte eine dritte Auflage und 1678 kam das Werk in lateinischer Übersetzung unter dem Titel cum triplici Appendice in Hamburg heraus. Es enthielt einen Widerspruch gegen die Verordnung der Universitätsbehörde. Nachdem Heidanus von den Behörden vernommen worden war und er sich frei zu seinem Werk bekannte, entließen ihn die Kuratoren am 5. Mai 1676 aus seiner Professur wegen unerwünschter Schriften.
Der Verlust seines Arbeitsplatzes stürzte Heidanus nicht unbedingt in finanzielle Bedrängnis, denn seine Pfarrstelle konnte er beibehalten. Durch die Veröffentlichung seiner Werke Corpus theologiae Christianae (Leiden 1676) und De origine erroris libri octo (Amsterdam 1678) dürfte er ebenfalls noch einige Einnahmen gehabt haben. Zudem hatte er durch seine Heirat am 18. Mai 1627 in Amsterdam mit Sara Loten (* 26. August 1608 in Amsterdam; † 15. August 1669 in Leiden), der Tochter des Amsterdamer Kaufmanns Carel Loten und der Maria (Maijke) de Hem, eine beträchtliche Erbschaft gemacht. Aus dieser Ehe gingen einige Kinder hervor. Von ihnen kennt man:
- Maria Heidanus (* 12. März 1628 Leiden; † 1706) heiratete in erster Ehe Dionysius Crucius (auch Dyonisius de la Croix * 6. Oktober 1617 in Haarlem; † 21. Juni 1653 in Delft) Pfarrer Hazerswoude bei Leiden, 1649 Pfarrer Nijmegen, er war der Sohn des Pfarrers in Haarlem Dr. Johannes de la Croix (* 1560 in Rijssel; † 7. Februar 1625 Haarlem). Ihre zweite Ehe ging sie am 17. März 1665 mit dem Utrechter Theologieprofessor Frans Burmann ein.
- Clara († jung)
- Sara (* 28. Dezember 1630 in Leiden; † 19. November 1678 ebenda) verh. Hendrik Brouwer (* 21. Oktober 1624 in Amsterdam; † 13. November 1683 in Leiden), stammte aus einem Leidener Regierungsgeschlecht. Sein Vater hieß ebenfalls Hendrik Brouwer.
- Casper Heidanus I († jung)
- Abraham Heidanus I († jung)
- Carel Heidanus (* 1634 in Leiden) wurde 1672 Sekretär in Leiden und hatte sich mit Christina Jacoba Swanenburg, die Tochter des Leidener Bürgers Dr. Paul van Swanenburch und dessen Frau Adriana van Egmont van der Nijenburch verheiratet
- Johannes Heidanus (* 1637 in Leiden; † 11. Juli 1711 in Hoorn) verh. 28. September 1661 mit Cornelia van Schilperoort (* 3. April 1641 in Leiden; † 15. März (oder April?) 1712 in Hoorn), die Tochter des Leidener Bürgers Wilhelm van Schilperoort
- Casper Heidanus II († jung)
- Abraham Heidanus II († jung)

## Werke
- Proeve en wederlegginghe des Remonstrantschen Catechismi. Leiden 1641; 3. Auflage: 1645
- De Causa Dei. Dat is: de sake Godts verdedight tegen den mensche. Ofte wederlefginge van de Antwoorde van S.Episcopius. Mitsgaders een digressu tegen het: Klaer ende volkomen schriftuerlick bericht van J. Batelier. Leiden 1645
- Oratio inauguralis de singularibus Scripturae (…). Leiden 1648
- Oratio funebris in obitum Friderici Spanhemii (…). Leiden 1649.
- Disputationes de sabbato et die dominica. Leiden 1658; niederländisch: Eenige stellingen aengaende den rustdagh en den dagh des Heeren, onlanghs betwist-reedent onder (…) A.H. Amsterdam 1658
- Consideratien over de heyliging van den sabbat ende den dagh des Heeren, tot vrede der kercken. 2. Teile Leiden 1659; niederländisch unter dem Titel: Consideratiën over de Heyliging van den Sabat ende den dagh des Heeren, tot vrede der Kercken.2. Bände. Leiden 1659.
- Fasciculus disputationum de Socianismo. Leiden 1659; archive.org.
- Predicatie gedaen op de doodt van Lud. de Dieu, achter diens Tractaet tegen de gierigheyt. Amsterdam 1660
- Laus perroationis. Amsterdam 1660
- Advys van de Theol. Faculteyt tot Leyden, op het versoeck vande Staten van Hollant en W.-Frieslant gegeven,rakende het bewuste boeck, genaemt den Uyt-legger der H. Schrift. 1669, mit J. Coccejus.
- Oratio de luctuosa calamitate quae anno MDCLXIXcivitatem Leydensam curiam, ecclesiam et academiam graviter afftixit (…). Leiden 1670
- Oratio de componenda inter dissidentes christianos aliquali pace et concordia (…). Leiden 1672
- Oratio gratulatoria. Auctoritate et nomine senatus academici in nobilissimo et confertissimo omnis ordinis virorum conventu, dicta coram serenissimo Arausionensium et Nassoviorum Principe etc. Gulielmo III (…). Leiden 1674; archive.org; niederländisch: Leiden 1674, archive.org.
- Consideratien over eenige saecken onlanghs voorgevallen in de universiteyt binnen Leyden. Leiden 1676 (3. Auflage; 2. Auflage: books.google.de); Latein: Considerationes ad res quasdam nuper gestas in Acad. Lugd. Bat. (…). Hamburg 1678.
- Corpus theologiae christianae in XV locos digestum. Leiden 1676 (2 Bände); Leiden 1682, Leiden 1686
- De origine erroris libri octo (…). Amsterdam 1678; archive.org.